# Blackstonia acuminata
Blackstonia acuminata är en gentianaväxtart. Blackstonia acuminata ingår i släktet Blackstonia och familjen gentianaväxter.

## Underarter
Arten delas in i följande underarter:
- B. a. acuminata
- B. a. aestiva